# کانتوس فیرموس

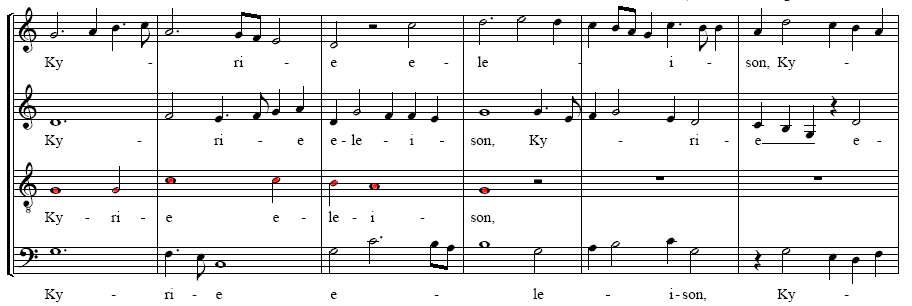
اولین میزان‌های قطعه‌ای از یوهانس اوکهگم، نت‌های کانتوس فیرموس به رنگ قرمز نشان داده شده است.

کانتوس فیرموس (به انگلیسی: Cantus firmus) در کنترپوان به ملودی ثابتی گفته می‌شود که مبنای چندصدایی نویسی است و خط یا خطوط کنترپوان بالا یا پایین آن نگارش می‌شود. در تمرینات کنترپوان، اجازهٔ دستکاری در ملودی ثابت وجود ندارد و نگارنده، تنها مجاز است خط کنترپوان را نگارش و ویرایش کند. با این تفاوت که این ممنوعیت به دلایل فنی موسیقی است نه تقدس ملودی. از طرفی کانتوس فیرموس در کنترپوان لازم است ساده و به دور از پیچیدگی‌های ملودیک باشد و در اکثر موارد، به‌ویژه در کنترپوان مدال، بر اساس مدهای کلیسایی نگاشته می‌شود. شباهت میان این ملودی‌ها و کانتوس فیرموس‌های کلیسایی، باعث شده به ملودی‌های ثابت در کنترپوان کانتوس فیرموس گفته شود.
کانتوس فیرموس به بخشی از ملودی‌های آوازی کلیسا هم گفته می‌شود که همواره شکلی ثابت دارند و از نظر روحانیون کلیسا هرگونه تغییر در آن‌ها ممنوع است. کانتوس فیرموس به معنای آواز محکم بوده و این نام نشان از ممنوعیت تغییر آن‌ها را دارد.
ویژگی‌های اصلی این آوازها عبارتند از:
1. ممنوعیت هرگونه تغییر در آن‌ها توسط هر شخص یا در هر دوره ای از تاریخ
2. ساده بودن ملودی‌ها و دوری از هرگونه تزیینات و پیچیدگی‌های ملودیک
3. اجرای آن‌ها توسط گروه همسرایان کلیسا (و نه سازها)
4. نگارش بر اساس مدهای کلیسایی یا گریگوریایی